# 邺县
邺县，中国旧县名。戰國時代即有此县，其后屡有废置。秦汉时，邺县辖区在今河北省临漳县和河南省安阳县北部。
具体设立时间不详。据《战国策》所记，西门豹曾为“邺令（邺县令）”。秦王政十九年（前228年），秦灭赵后，邺县为邯鄲郡下属县份。治所在邺城。西汉时，邺县为魏郡治所。曹魏时，安阳县并入。西晋时，避晋愍帝讳，改为临漳县。后复。至东魏前属魏郡。
北周末年，杨坚毁邺城。居民南迁四十五里，以安阳城为相州治所，仍置邺县。隋朝时，以邺县复置安阳县。同时在大业初，以邺城大慈寺置邺县。唐朝贞观八年（634年），筑邺县县城。北宋时，邺县分别并入临漳县和安阳县。
1947年3月，中共政权取得豫北战役胜利，逐在平汉铁路以东、漳河之南以古县名置邺县。同年5月，在辛店集正式成立。1949年起，属安阳专区。1954年9月并入安阳县。